# 阿尔科莱阿
阿尔科莱阿（西班牙語：Alcolea）是西班牙安达卢西亚自治区阿尔梅里亚省的一个市镇。 总面积35km2, 总人口923人（2001年），人口密度26人/km2。